# Am Pixbusch 4 (Mönchengladbach)

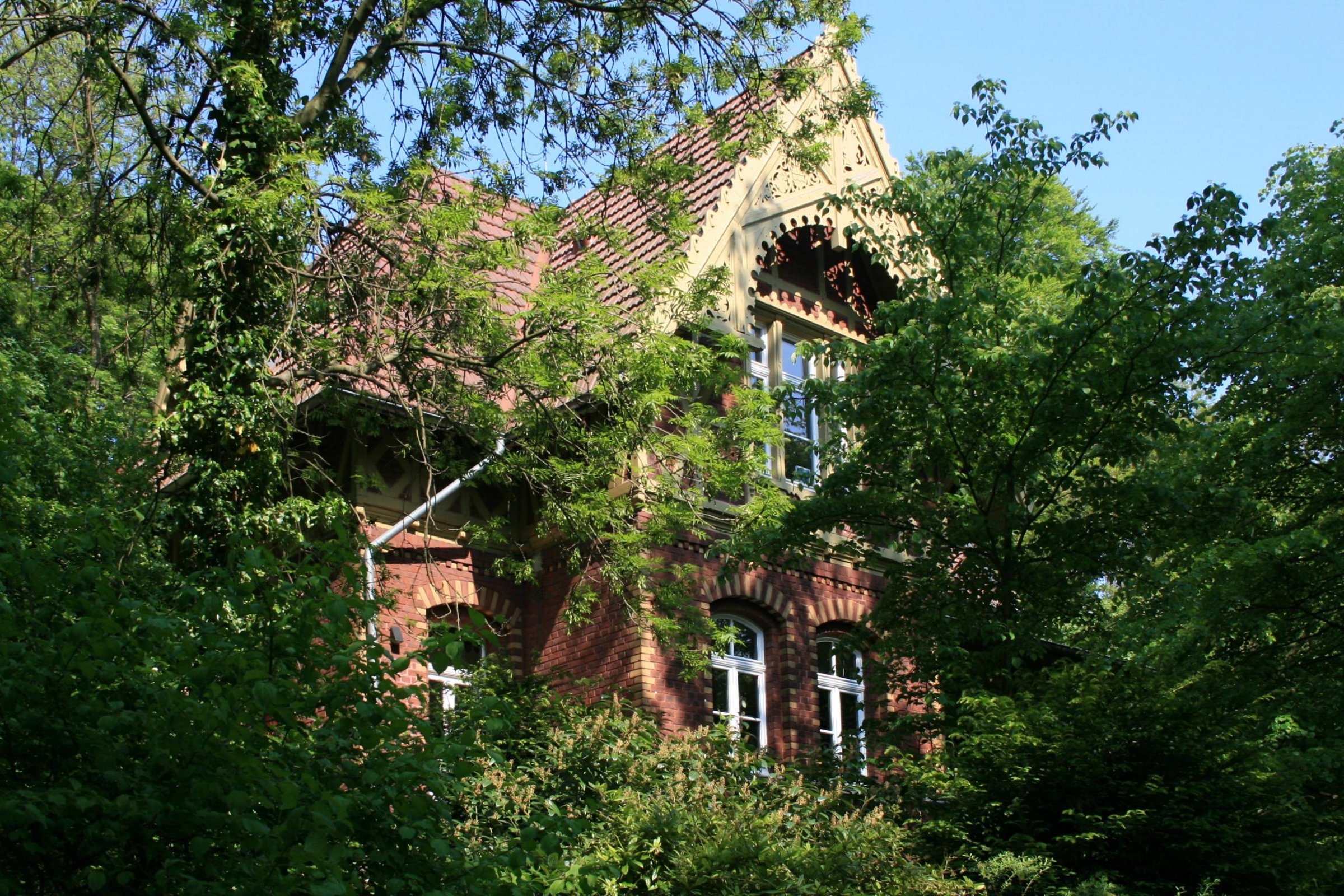
Villa Am Pixbusch 4 (2011)

Die Villa Am Pixbusch 4 steht im Stadtteil Odenkirchen der Stadt Mönchengladbach (Nordrhein-Westfalen). Sie wurde um 1800 erbaut. Das Haus ist unter Nr. A 012 am 24. September 1985 in die Denkmalliste der Stadt Mönchengladbach eingetragen worden.

## Architektur
Es handelt sich um eine eineinhalbgeschossige Gartenvilla aus unverputztem Backstein mit hohem geböschtem Kellersockel und leicht überhängendem Kniestock aus Fachwerk am Odenkirchener Stadtwald. Steiles, weit überstehendes Satteldach, nach Nordwesten einseitig abgewalmt. An der hangabwärts gewandten Traufseite ein zweiachsiger, asymmetrisch nach links verschobener Risalitvorbau, aufgesetzt Zwerchgiebel von gleicher Firsthöhe, daneben rechts Veranda auf gemauertem Unterbau mit überdachender Holzkonstruktion, winkelförmig auch auf die südöstliche Giebelfront übergreifend. Links schmales Eingangsjoch, gegenüber der Fensterwand hinter der Veranda leicht vorgezogen, vorgelagert Differenztreppe. Kellergeschoss mit verputztem Sockel und umlaufendem Fußgesims, stichbogig überdeckte Öffnungen unterschiedlicher Größe.
Im Erdgeschoss ebenfalls Stichbogenfenster akzentuierte Gliederung durch Ecksteine aus gelbfarbenem Klinker. Am Risalit zusätzlich sparsam eingesetzte Stuckelemente, die Fenster hier, wie die Eingangstür, in rahmenden Blenden. Kniestock mit Backsteinausfachung kreuz- bzw. rautenförmige Verstrebungsglieder, große, dreifach geteilte Giebelfenster. Charakteristische Merkmale des Baus sind die vorkragenden, reich verzierten Schwebegiebel: Strebewerk, durchbrochene, halbkreisförmig organisierte Füllverbretterung. Die Rückfront 5-achsig mit seitlichen Fensterblenden, unbefensterte Nordwestseite.
Den Dachraum belichten Gauben mit weit herabgezogenem Satteldach und vereinfachter Schwebegiebelkonstruktion, Rundbogenfenster. Haustür und Verandatür sind original, Holzfenster in alter Flügelteilung, an der Vorderseite jedoch ohne Sprossengliederung.